# Ta'ang
Pour plus de détails, voir Fiche technique et Distribution.
Ta'ang est un film documentaire chinois réalisé par Wang Bing, sorti en 2016.
Il est présenté en section Forum à la Berlinale 2016.

## Synopsis
Le documentaire est consacré à l'ethnie des Ta'ang qui vit entre la Birmanie et la Chine.
Un groupe de réfugiés (de quelques villages) survit dans un camp du sud de la Chine, employé à couper un champ de canne à sucre. 
Les seules informations proviennent des discussions hors travail, des femmes et des enfants, qui essaient de comprendre ce qui leur arrive. De nombreuses scènes se déroulent autour de feux de camp.
Un autre groupe, trop près de la frontière birmane doit déménager l'installation de bambous et de bâches pour tâcher de rejoindre un autre campement.

## Fiche technique
- Titre français : Ta'ang
- Réalisation : Wang Bing
- Montage : Wang Bing, Adam Kerby
- Photographie : Wang Bing, Shan Xiaohui
- Son : Emmanuel Soland
- Producteur : Mao Hui, Wang Yang
- Société de production : Chinese Shadows, Wil Productions, Beijing Fame Culture Media
- Pays d'origine : Chine
- Format : Couleurs - 35 mm
- Genre : Film documentaire
- Durée : 148 minutes
- Date de sortie :
  - 16 février 2016 :  Allemagne (Berlinale 2016)
  - 26 octobre 2016 :  France